# Співаючий бархан
Співаючий бархан — гора з піску світлих тонів, має довжину до 3 км і висоту 150 м. Бархан розташований в коридорі між гребенями Джунгарского Алатау — Великого і Малого Калканів на території національного парку Алтин-Емель в Алматинській області Казахстана, в 182 км на північний схід від м. Алма-Ата. Співаючий бархан — феномен природи, знаменитий тим, що в суху погоду піски видають звук, схожий на мелодію органу.

## Туристична пам'ятка

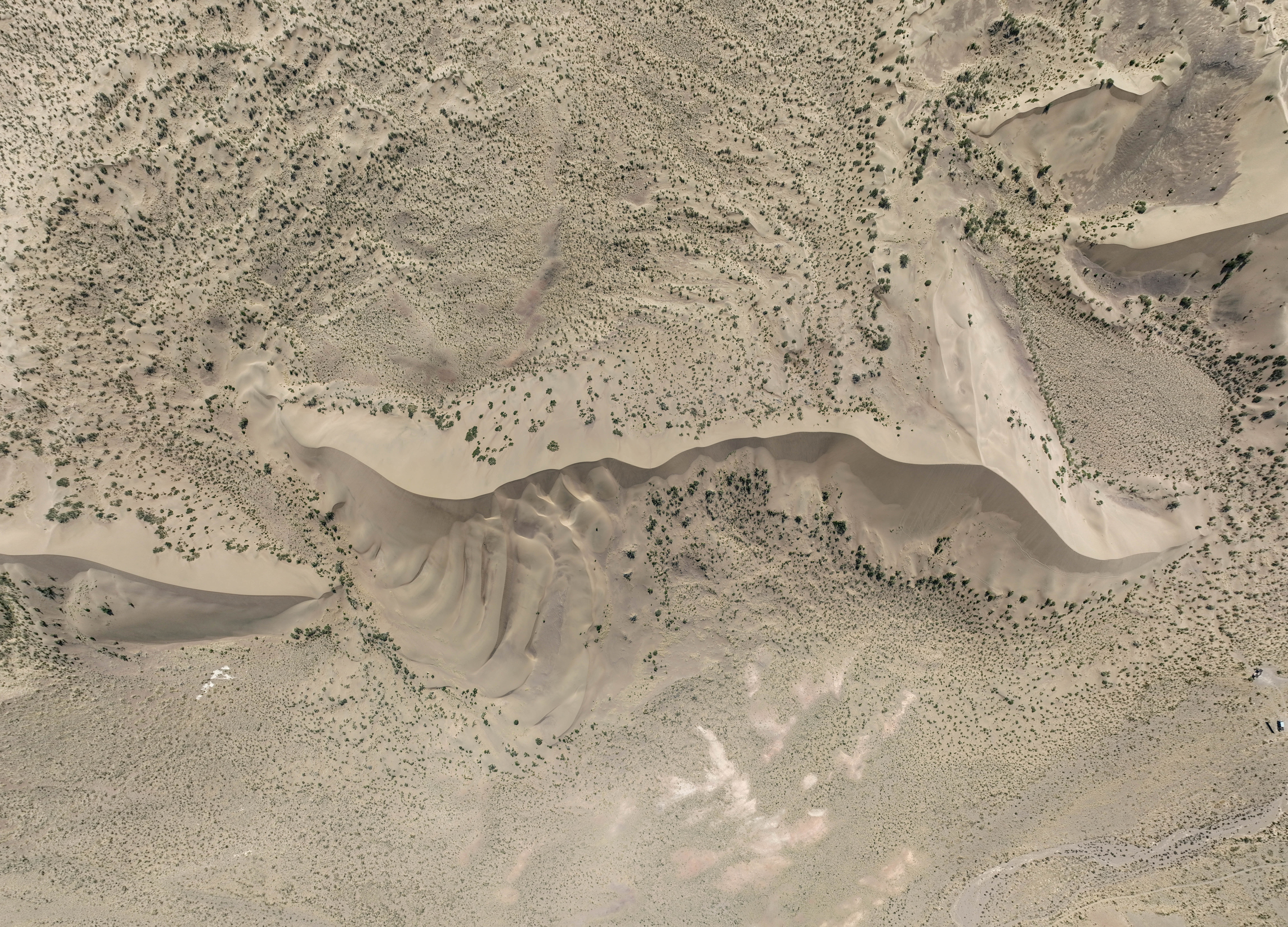
Вид на центральну частину оксамиту зверху вниз

З бархана відкривається гарний краєвид навколишньої місцевості. На півдні видно тонку смугу річки Ілі, фіолетові гори Согети і Богути, за якими визирають білими вершинами хребти Кетменю. Із заходу горизонт закриває стрімчаста сторона Великого Калкана, зі сходу — Малого. А на півночі за ним видна бузково-блакитна гряда відрогів Джунгарського Алатау, гори Чулак, Матай і Алтин-Емель. Біля їх підніжжя розкинулася підгірна долина, порізана тонкими смужками сухих русел дощових потоків. Південно-західний схил бархана гладкий, тоді як протилежний на північному сході має кілька гребенів з пологими схилами. Співаючий бархан — популярна туристична пам'ятка.

## Утворення
Бархан утворився в результаті видування пісків з мілин річки Ілі. У цій частині долини річки Ілі (між Калканами і горами Богути і Сюгати) дме сильний вітер, який піднімає з річкових мілин хмари піщаного пилу. Біля Великого і Малого Калканів, що стоять під невеликим кутом один до одного, вітер зустрічає перешкоду і, втрачаючи сили, залишає пісок. Так, за багато тисячоліть, виросла величезна піщана гора. Бархан не кочує по рівнині, незважаючи на хиткість піску та сильні вітри, а залишається на місці ось уже кілька тисячоліть.

## Звуковий ефект
Причиною звучання піску є тертя піщинок при його русі (вітер, ходіння по ньому і т. ін.). У 1962 році ленінградський фізик В. Арабаджи провів низку спостережень. Чим більше рухається маса піску, тим виразніше звук — від слабкого писку до мелодії органу і навіть гуркоту. Видає звуки лише суха піщана маса.

## Легенди
Співаючі піски з глибокої давнини викликали безліч народних забобонів. У легендах, що дійшли до наших днів, спів пісків пояснювався діяльністю духів пустелі, фантастичних тварин, звучанням дзвонів похованих міст, потужними, вируючими під землею річками і багатьма іншими незвичайними причинами.
Одна з легенд говорить:
|  | В стародавні часи подорожував світом шайтан (тобто чорт). Підглядав за людьми, будував підступи, встигав скрізь і не пропускав нічого. Одного разу розгнівався на нього Всевишній і позбавив можливості блискавично пересуватися з одного місця в інше. Тоді шайтанові довелося пішки добиратися до свого будинку — а будинок стояв на вершині гори. Довго шайтан йшов степом, пробирався по звивистих стежках вздовж берегів річки Ілі, нарешті втомився і приліг відпочити. Таким важким був його шлях і таким важким був тягар скоєних ним діянь, що шайтан заснув міцним сном. І спить він до сих пір, обернувшись одиноким барханом, і ніщо і ніхто не може його розбудити — ні пекуче сонце, ні дощі, ні грози, ні вітри. Тільки іноді самотній стогін виривається з його грудей, коли хтось намагається потривожити шайтана, що назавжди заснув. |

За іншою легендою, під пісками бархана похований Чингіз-хан і його бойові соратники, а пісок співає, коли душа хана «знемагаючи від душевних мук, розповідає нащадкам про свої подвиги.

## Сім нових чудес природи
Бархан увійшов до шортлиста Семи нових чудес природи.

## Ресурси Інтернету
- Офіційний сайт Державного національного природного парка «Алтин-Емель»
- Вокруг Света: Поющий бархан
- Фотогалерея ДНПП «Алтин-Емель»